# Lush (banda)
Lush foi uma banda inglesa de shoegaze e britpop. Foi formada em 1987 em Londres, inicialmente conhecida como The Baby Machines (baseado em um verso da letra da canção de Siouxsie and the Banshees "Arabian Knights"), e encerrou as atividades em 1996.
O grupo se reuniu por um curto período entre 2015 e 2016 com Berenyi, Anderson, King e Justin Welch. Eles fizeram turnê e gravaram um EP de novo material antes de se separarem de forma permanente e amigável para se concentrar em suas vidas pessoais.

## História
Os integrantes originais da banda foram Steve Rippon, Emma Anderson, Meriel Barham (que saiu da banda longo no início), Chris Acland and Miki Berenyi.
O primeiro EP foi Scar, lançado em 1989, com o auxílio de Robin Guthrie, pelo selo britânico 4AD Records. Com elogios da crítica para o single e um show popular ao vivo, levaram o Lush a serem uma das bandas mais populares da cena indie britânica no começo dos anos 90. Ao mesmo tempo, a imprensa especializada adotaram o termo “shoegazers”, definição que posteriormente que passou a ser adotada para outras bandas com sonoridade familiar, como My Bloody Valentine e Chapterhouse. No ano seguinte, os EPs Mad Love, novamente produzido por Robin Guthrie, and Sweetness and Light foram lançados.
O primeiro álbum do Lush (ainda em LP) foi denominado Spooky, lançado em 1992. Também com podução de Guthrie, Spooky adotou uma sonoridade muito parecida com a banda de Guthrie, Cocteau Twins. Mas desta vez, a crítica considerou que Gunthrie afastou a banda daquela sonoridade inicialmente vista. Mesmo assim, em 1992, Lush entrou em turnê pelos Estados Unidos e também fez parte do festival Lollapalooza.
Split, o segundo álbum, foi lançado em 1994. Não obteve o mesmo sucesso que o álbum anterior. Em 1996 Lovelife foi o último álbum da banda que foi lançado, e este sim se tornou o maior sucesso de vendas da carreira, que emergiu justamente no meio da ascensão do Britpop no cenário inglês e mundial. Em Lovelife, há o sucesso "Ladykillers" and "Single Girl", e também contou com a participação especial de Jarvis Cocker, do Pulp, fazendo um dueto com Miki Berenyi em "Ciao!".
Em 1996, o baterista Chris Acland se enforcou na casa de seus pais, e um dos motivos alegados era a depressão que ele sofria. Em 1998, os demais integrantes da banda resolveram anunciar o fim do Lush. Miki Berenyi, arrasado com a morte de Acland, retirou-se da vida pública e foi trabalha como editor assistente para a BBC. Emma Anderson formou uma nova banda chamada Sing-Sing.

## Discografia
Todos os álbum foram produzidos pelo selo 4AD Records.

### Em estúdio
| Data           | Título   | Formato          |
| -------------- | -------- | ---------------- |
| Fevereiro 1992 | Spooky   | LP/CD/Double-10" |
| Junho 1994     | Split    | LP/CD            |
| Março 1996     | Lovelife | LP/CD            |